# Hipertiempo
El Hipertiempo es un concepto de ficción presentado en 1998 en una serie llamada The Kingdom, ambos una explicación para cualquier diferencia en la continuidad en las historias del Universo DC y/o una variación superset del Multiverso que existió antes de Crisis en Tierras Infinitas. 

## Concepto

### El Reino (The Kingdom)
La premisa básica de la idea se resumió por el escritor Mark Waid como "todo esto es verdad". Presume que todas las historias que alguna vez se contaron sobre Superman, por ejemplo, son historias igualmente válidas. A pesar de las contradicciones abiertas entre las versiones del personaje, sus aventuras, los personajes de apoyo, y establecidos; estos aparecieron más tarde 1930 y 1940 en las historietas por Joe Shuster y Jerry Siegel, actuado por George Reeves 1950 en las series televisión, dibujadas en 1960 y 1970 por Kurt Schaffenberger o Curt Swan, las películas actuadas por Christopher Reeve en 1978 y sus continuaciones, escritas e ilustradas por John Byrne más tarde 1980, actuadas por Dean Cain en 1990 la serie de televisión Lois y Clark, actuada por Tom Welling en el 2000 la serie de televisión Smallville, o actuación de la película por Brandon Routh en el 2006, ninguna de estas versiones reemplaza a su historia original. Esto no era aceptado al acercamiento prevaleciendo a la continuidad en el cómic del superhéroe, en que sólo la versión actualmente usada es considerada válida, mientras que las historias anteriores son oficialmente incoherentes con esta continuidad apócrifa.
Como esto aparece dentro de las historias de los cómics ellos mismos, Hipertiempo es una estructura superdimensional bajo circunstancias muy limitadas (preescritas por editores en el mundo real, y por las varias reglas dentro de las historias del propio Universo de DC)/puede permitir versiones de personajes de una continuidad actuar recíprocamente con las versiones de otro. Por ejemplo, en The Kingdom, una versión de Superman extrapolada brevemente en el futuro encuentra la versión de Siegel/Shuster. 
Básicamente, el Hipertiempo trabaja de esta manera: la línea de tiempo principal, u "oficial" es como un río, con un número casi infinito de líneas de tiempo distribuidas/líneas de tiempo alternas/con diferentes ramificaciones. La mayoría del tiempo, estas líneas de tiempo alternas se desvían y nunca se conectan con la línea de tiempo principal. En ocasiones, las brechas vuelven, alimentando regresar dentro de la línea de tiempo principal a veces permanentemente, a veces temporalmente. Así, la historia a veces puede cambiar momentáneamente y entonces cambiar atrás (o no). Si los personajes de una línea del Hipertiempo muy diferentes se mueven en el nuestro, esto acelera el proceso, causando más notable (pero más corto) los cambios a la línea del tiempo (por ejemplo cuando los Titans visitaron sus contrapartes de El Reino, Jesse Quick fue reemplazada brevemente por una versión que había tomado la identidad de su madre Liberty Belle). 
Algunos fanáticos detestan el concepto de Hipertiempo, mientras creen que mina la continuidad de la historia que agrega el gusto por el juego de las historias en la continuidad de un universo compartido. A otros fanes les gusta el concepto porque salva historias que ellos disfrutaron al seguir la línea oficial que fue descartada por un retcon que da incoherencias con la nueva continuidad. Todavía otros encuentran el concepto que intriga por ello, cuando una estructura del círculo final que permite trabajos diferentes de ficción para coexistir.

### Dejando atrás el concepto
Hipertiempo se ha utilizado frecuentemente en los títulos de DC subsecuente a su introducción en The Kingdom, quizás como resultado de sus arquitectos principales y defensores, los escritores Mark Waid y Grant Morrison, trabajando en otra parte en la industria de las historietas Marvel Comics). Mientras el concepto se usó en una historia de múltiples partes que involucra al Superboy de la Edad Moderna, muchos escritores (como escriben a los Titans Jay Faerber) encontró que o se rechazaron completamente sus esfuerzos por usar Hipertiempo o sus historias estaban muy alteradas al no permitir ningún esfuerzo por llevar más allá extendiendo el concepto. 
De hecho, en las charlas promocionales en el 2005 San Diego Comic-Con (Julio 2005), el Editor Ejecutivo de DC Dan DiDio eficazmente repudió el concepto del Hipertiempo, mientras declaraba que ya no se usarían en los títulos de DCU a futuro. Aunque DC Comics ha anunciado que ellos ya no lo usarán como un concepto, hay todavía grupos que lo usan como "doctrina". 
La serie Crisis Infinita parece resolver el problema de continuidad de una manera diferente, según DiDio que en una entrevista en Newsarama "La gran parte sobre la Crisis es que todos los errores y retcons son anomalías del tiempo”.